# Niutao
Niutao es una isla en el norte de Tuvalu.
También es uno los nueve distritos de Tuvalu y uno de los tres que consisten en solamente una isla (sin contar los tres islotes dentro de la laguna cerrada). Tiene una población (censo 2002) de 663.

## Geografía
La isla posee una forma aproximadamente de un óvalo que tiene una longitud de cerca de 1.6 kilómetros. Hay dos lagunas salobres. La más grande tiene tres islas y una presa. Mapas más viejos muestran que la única aldea es Tuapa (con el barrio de Angafoulua). Según el censo 2002, por el contrario, lista la aldea de Kulia (224 habitantes) y la aldea de Teava (439 habitantes). 
Hay un maneapa (sala comunal), una iglesia, una oficina de correos, y tres pozos de agua. A unos 800 m se encuentra el cementerio, y a 400 m el hospital. El hospital y la aldea están en el oeste (aldea al sur, hospital al norte) de la isla y el cementerio en la zona sur-central de la isla. Hay mucha vegetación de clima seco y algunos pequeños bosques de mangle. Un arrecife rodea toda la isla. No hay trenes o aeropuertos.
En 1949, dado que Niutao estaba sobre poblado parte de su población emigró hacia Niulakita que estaba deshabitada.
- Datos: Q475219
- Multimedia: Niutao / Q475219